# André Charlier

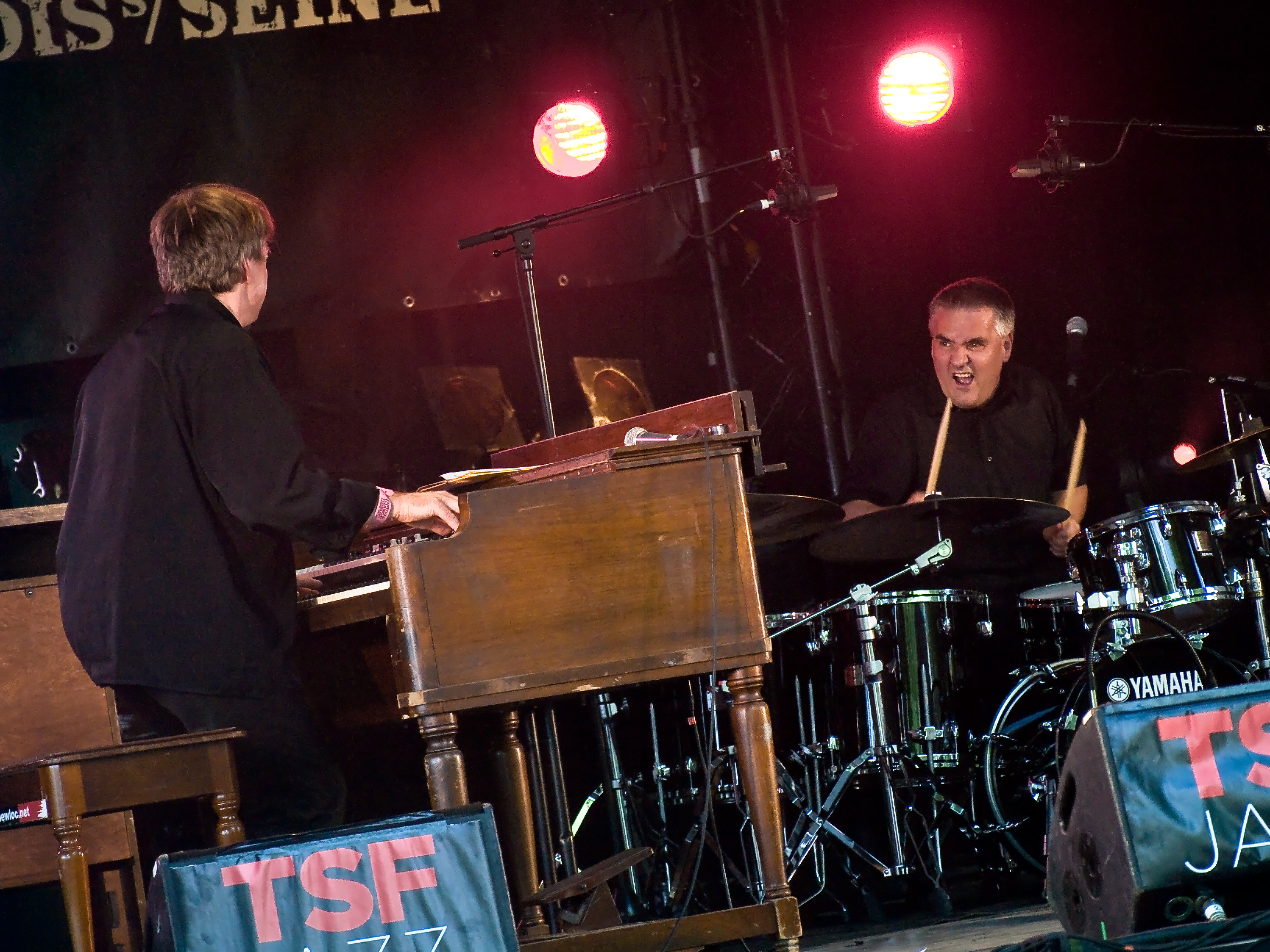
André Charlier (rechts, mit Benoît Sourisse, 2009)

André Charlier (* 13. Juni 1962 in Verviers) ist ein belgischer Jazzmusiker (Schlagzeug).

## Leben und Wirken
Charlier begann 1978 zunächst autodidaktisch Schlagzeug zu spielen, bevor er 1979 die Jazzklasse am Musikkonservatorium Lüttich besuchte und Unterricht durch Bruno Castellucci und Vinnie Johnson erhielt. 1981 begann er als professioneller Musiker zu arbeiten, zunächst in verschiedenen Rock- und Jazz-Formationen. 1985/86 hielt er sich in Los Angeles auf, um Unterricht am Musician Institute bei Ralph Humphrey zu nehmen; nach seiner Rückkehr spielte er u. a.  mit Guy Cabay (Vibes, 1987), Jacques Pirotton (Artline, 1987), und Ivan Paduart, Richard Rousselet, Steve Houben, Jean-Louis Rassinfosse, Dave Pike, Arnould Massart, Kevin Mulligan sowie Yannick Robert.
Ab 1987 unterrichtete Charlier an verschiedenen Musikkonservatorien in Amay und Chaudfontaine; ab 1990 war er als Lehrer am Konservatorium von Nancy tätig, lehrte aber auch an anderen Konservatorien in Frankreich. Zwischen 1989 und 1991 begleitete er die Chansonsängerin Maurane. Dann spielte er in der ORJL Big Band unter Leitung von Barry Altschul und mit François Méchali. Auf dem Festival von Vittel trat er 1992 mit Scott Henderson auf; im selben Jahr holte ihn Ivan Paduart (Papillon bleus). Erste kollaborative Alben veröffentlichte er 1992 mit Vincent Mardens und Benoît Vanderstraeten (Duck Time) und mit Pirotton und Vanderstraeten (Soty).  Ab 1993 arbeitete er sowohl in der Gruppe von Didier Lockwood (’Round About Silence, Globe-Trotter) als auch in der Gruppe In Folio (mit Benoît Sourisse und Éric Séva), ab 1996 zudem im Pierrejean Gaucher New Trio. 1998 tourte er im Trio mit Fabrice Alleman und Sourice.
Gemeinsam mit Benoît Sourisse leitete Charlier ab 2000 eine Band, mit der er mehrere Alben vorlegte. Ab den 2000er-Jahren war er zudem in Frankreich an Aufnahmen u. a. mit Romane,  Didier Lockwood, Alexandre Cavaliere, Jean-Michel Charbonnel (Individus Civilises (2006), u. a. mit Jerry Bergonzi), Fréderic Loiseau und Marc-Michel Le Bévillon beteiligt.
Im Bereich des Jazz wirkte er Tom Lord zufolge zwischen 1985 und 2017 an 58 Aufnahmesessions mit, 2015 mit Laurence Allison (Claro). Sein Sohn Nicolas Charlier ist ebenfalls Schlagzeuger.

## Lexikalischer Eintrag
- Émile Henceval: Dictionnaire du jazz à Bruxelles et en Wallonie. Liège: Pierre Mardaga, 1991.